# Xã Lincoln, Quận Pembina, Bắc Dakota
Xã Lincoln (tiếng Anh: Lincoln Township) là một xã thuộc quận Pembina, tiểu bang Bắc Dakota, Hoa Kỳ. Năm 2010, dân số của xã này là 41 người.